# Saint-Jean-Saint-Maurice-sur-Loire
Saint-Jean-Saint-Maurice-sur-Loire é uma comuna francesa na região administrativa de Auvérnia-Ródano-Alpes, no departamento de Loire. Estende-se por uma área de 23,57 km². Em 2010 a comuna tinha 1 174 habitantes (densidade: 49,8 hab./km²).